# Ekerö pastorat
Ekerö pastorat är ett pastorat i Birka kontrakt i Stockholms stift inom Svenska kyrkan.
Pastoratskoden är 130602.
Pastoratet omfattar sedan 2006 följande församlingar:
- Ekerö församling
- Adelsö-Munsö församling
- Lovö församling